# Acheron longus
Acheron longus är en insektsart som först beskrevs av Walker 1853.  Acheron trux ingår i släktet Acheron och underfamiljen fjärilsländor.